# Did My Time
 Did My Time  — пісня ню-метал-групи Korn і перший сингл з їхнього шостого студійного альбому, Take A Look In The Mirror, а також промо-сингл до фільму «Лара Крофт розкрадачка гробниць: колиска життя».
Пісня є робочим невиданим матеріалом з альбому Untouchables. Гітарист Джеймс Шаффер написав основний риф і грав його кожного дня, але продюсер Майкл Бейнгорн (англ. Michael Beinhorn) вирішив не залишати цей матеріал.
На початку 2003 Korn закінчили роботу над піснею і привернули увагу кінокомпанії Paramount Pictures, яка захотіла використати «Did My Time» у фільмі «Лара Крофт розкрадачка гробниць: колиска життя». Попри те, що пісня вийшла як сингл до фільму і було знято відео за участю Анджеліни Джолі, пісня не увійшла до саундтреків кінофільму через умови контракту зі звукозаписним лейблом.
«Did My Time» став єдиним синглом Korn, який зумів потрапити в топ-40 чарту Billboard Hot 100, на 38-е місце за результатами фізичних продажів дисків. Також сингл домігся успіху в чартах Modern Rock і Mainstream Rock.